# Casa-fàbrica Busquets i Partagàs
La casa-fàbrica Busquets i Partagàs és un conjunt d'edificis situat al carrer de les Basses de Sant Pere de Barcelona, catalogat com a bé cultural d'interès local.

## Història
Al segle xvi hi havia una casa amb un tint que prenia les aigües del Rec Comtal, descrita en la documentació notarial com a «totes aquelles cases amb obrador que abans eren dues i ara convertides en una, en les que estava lo tint de fer els colors pels draps de llana, amb quatre cups o tines amb les seves campanes i tres calderes grans i dues tines de pedra i quatre pasteres de full grans, tres calderes de coure grans i altres utensilis, mobles i afixes del mateix obrador i altres efectes necessaris». El 1595, Pau Bonadona la restituí al notari Joan Carles, que al seu torn l'establí en emfiteusi al paraire i tintorer de draps Pere Bonadona, que el 1660 va obtenir de Paula, vídua de Joan Carles, l'establiment emfitèutic d'altres dues cases contigües.
La propietat fou heretada pel seu fill Pere, mercader, i el 1667, la seva vídua Eulàlia Amargós va establir-ne una part en emfiteusi a Tecla, vídua del paraire Agustí Cartanyà, i al seu fill Joan Cartanyà, que el 1685 vengueren la casa a Maria Pahissa, vídua de l'adroguer Josep Puigventós, reservant-se però el tint. El 1698, Maria Àngela d'Amargós i Grosso, filla de Gabriel d'Amargós i d'Elisabet Grosso i futura esposa del tarragoní Bonaventura de Vidal i de Nin, va establir en emfiteusi una altra part de la finca al pagès Josep Sitjar, que en compliment del contracte la va fer reedificar. El 1731, la propietat va ser adquirida en subhasta pública als seus marmessors per l'hortolà Francesc Bosch, mitjançant agnició de bona fe de Francesc Galceran, i l'any següent n'establí una part a Pere Clivillé. Per altra banda, el 1719, el procurador de Francesca Tàpies, vídua de Francesc Canyadó i Bonadona, va establir en emfiteusi a Jaume Monravà una botiga on abans hi havia un tint i després una saboneria.
Mitjançant diverses adquisicions, el notari Ermengol Teixidor va reunir una propietat al carrer del Molí (actualment de les Basses) de Sant Pere amb «eixida» al de la Volta dels Jueus, que fou heretada per la seva filla Teresa, casada amb el també notari Antoni Pinyol. El 1773, la vídua Teresa i el seu fill Ermengol Pinyol i Teixidor la vengueren al blanquer Josep Partagàs (o Partegàs) i Soler i al comerciant i fabricant d'indianes Bernat Busquets, que la tindrien en règim de copropietat, i l'any següent van demanar permís per a construir un edifici al carrer de la Volta dels Jueus. El 1775, Busquets va constituir amb el comerciant Antoni Martí i Gatell la societat Bernat Busquets i Cia per a la fabricació d'indianes, sota el patrocini de la Mare de Déu de l'Esperança.
El 1779, Gaietà Partagàs-Puigsaulens i Soler (fill i hereu de Josep) i Bernat Busquets van adquirir als germans Francesc i Maria Àngela (o Arcàngela) Monravà la botiga on hi havia hagut el tint i després una saboneria, i l'any següent demanaren permís per a fer-hi reformes i posar-hi estenedors. Bernat Busquets va morir el 1792, i la fàbrica d'indianes va continuar sota la raó social Vídua de Bernat Busquets i Cia. El 1797, el seu fill Josep Busquets i Salt va demanar permís per a posar-hi nous estenedors.
El 1802, Gaietà Partagàs, la vídua Narcisa Salt i el seu fill Joan van adquirir en emfiteusi una propietat veïna a la vídua i fill de Francesc Bosch, i el 1819, Partagàs i Eulàlia Busquets (germana de Joan) van establir en emfiteusi l'edifici del carrer de la Volta dels Jueus al tintorer de draps Salvador Riera i Font, amb l'obligació de deixar una androna entre ambdues propietats. El 1822, aquest va demanar permís per a obrir-hi una finestra, i el 1872, Pere Riera i Humbert va demanar permís per a remuntar-hi un pis.

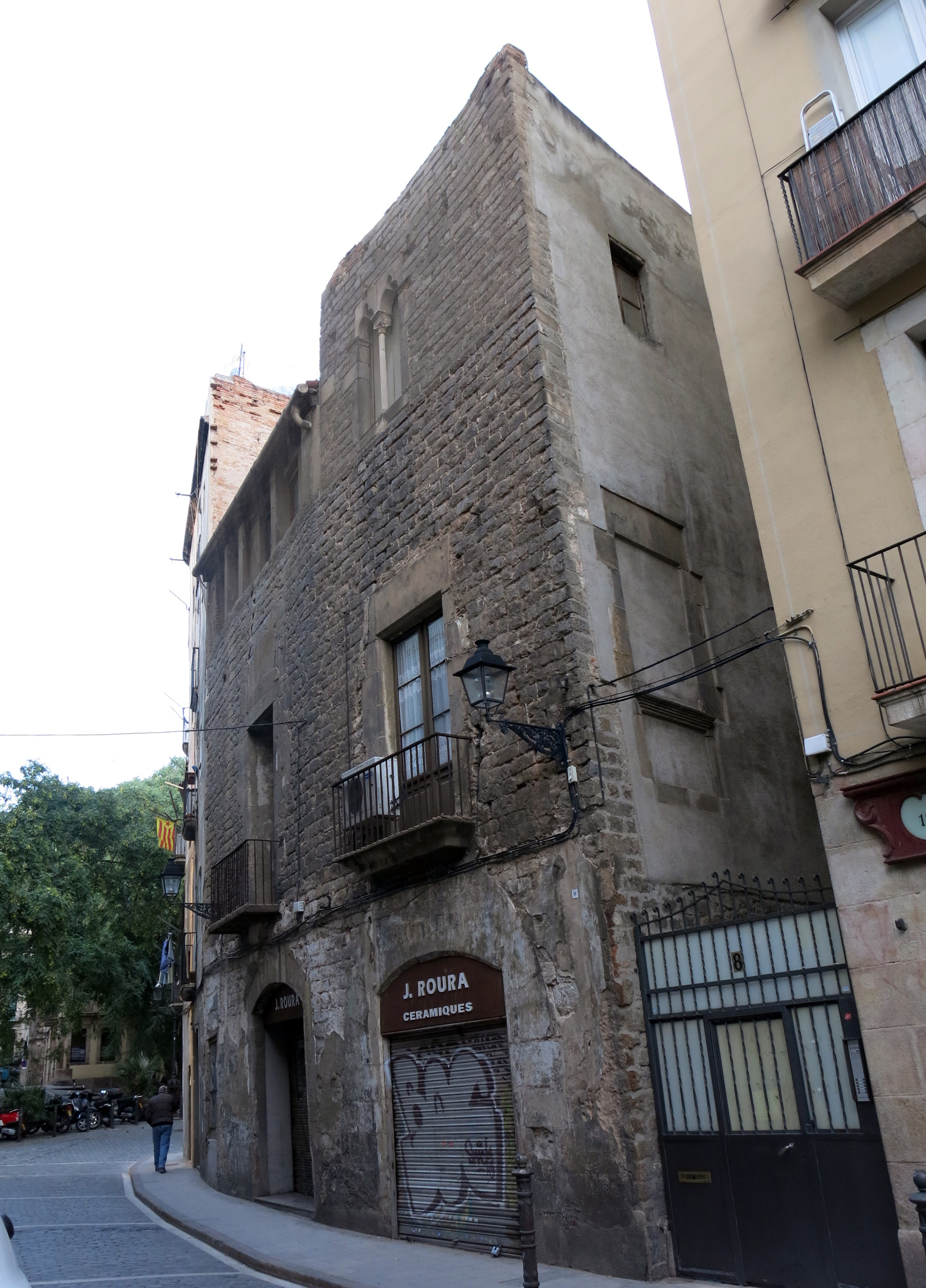
Casa gòtica al carrer de les Basses de Sant Pere, 2A

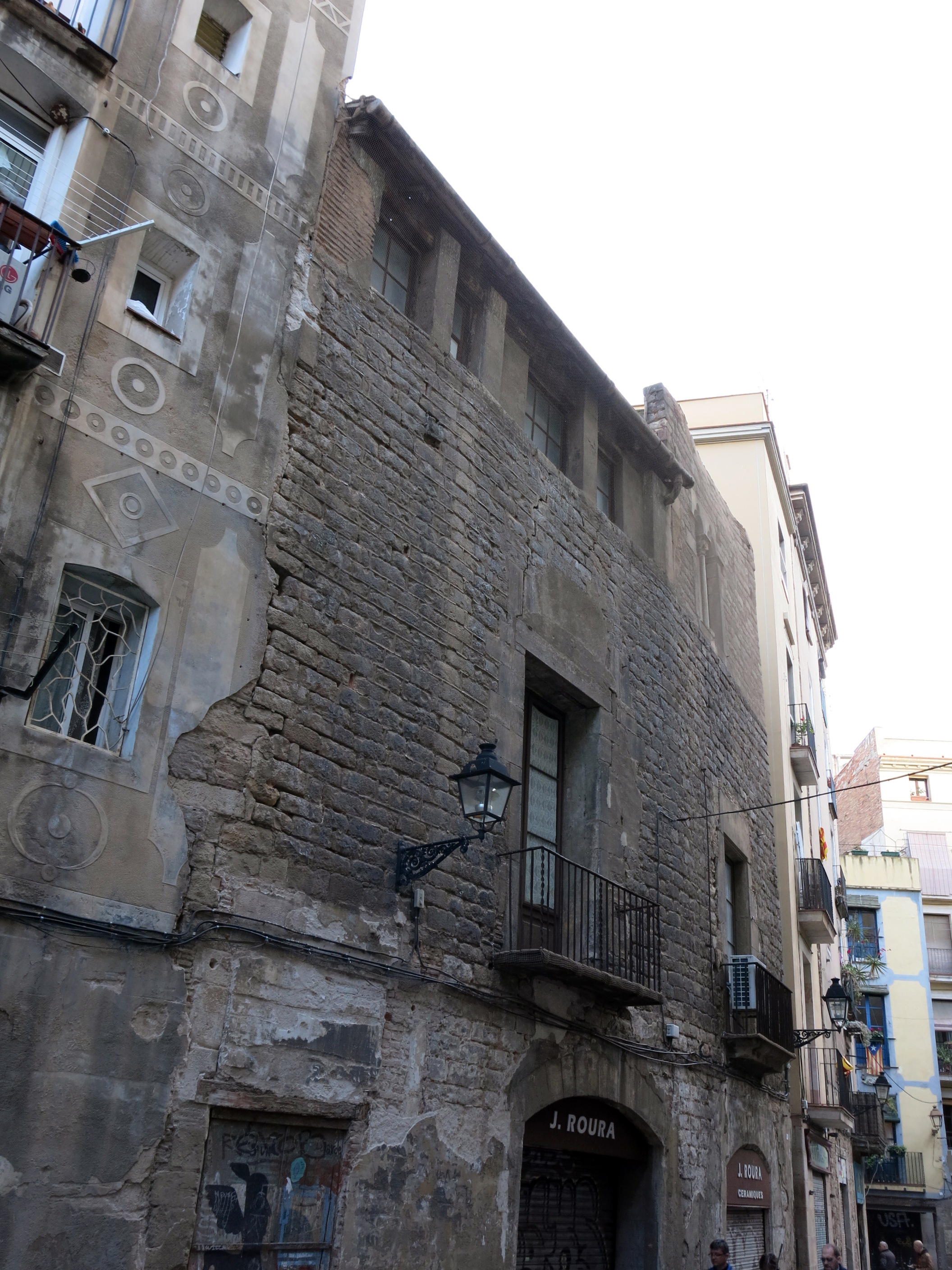
Una altra vista abans de la rehabilitació

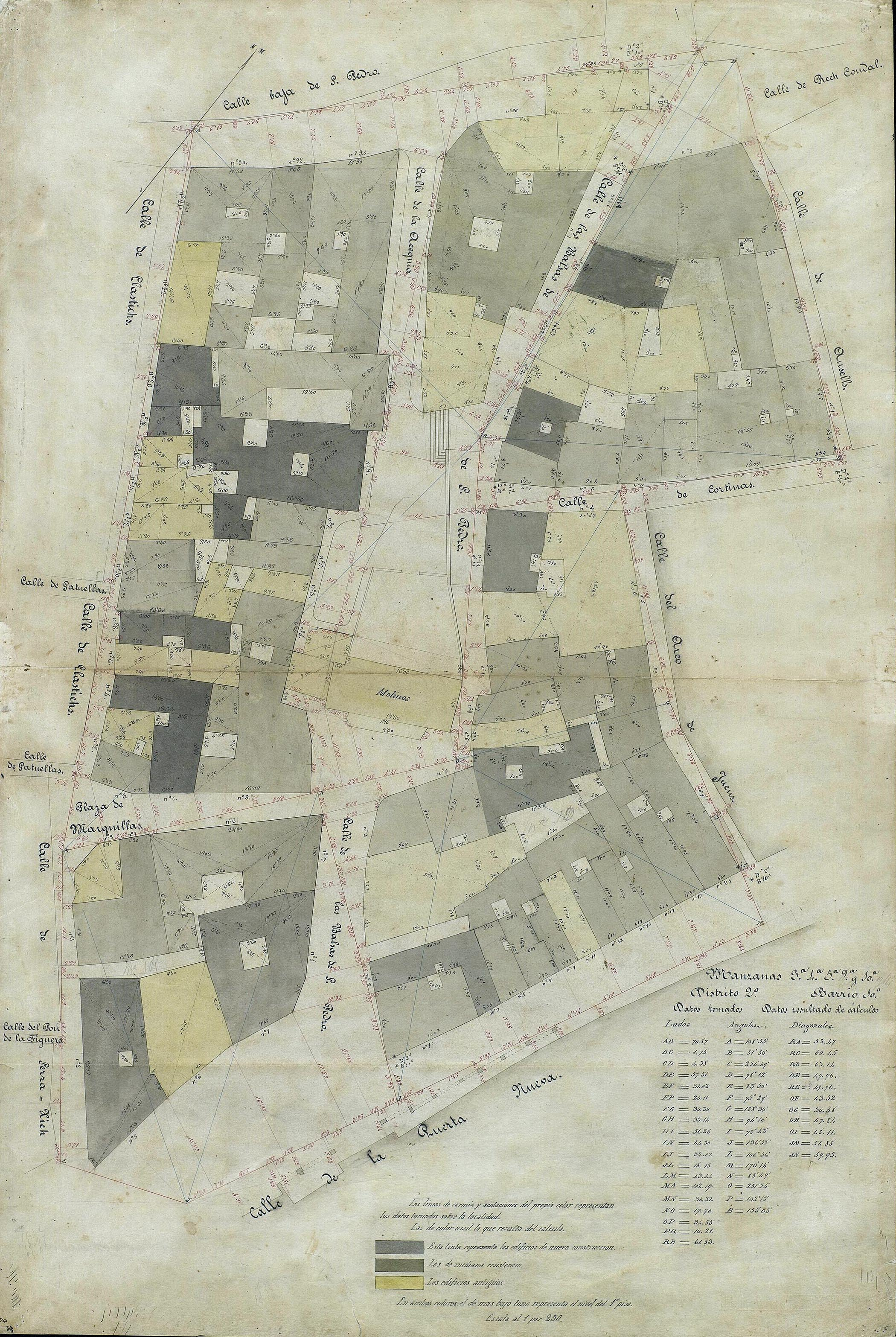
Quarteró núm. 37 de Garriga i Roca (c. 1860)

El 1841, Urbà Partagàs i Vintró (fill i hereu de Gaietà) i els marmessors de Narcisa Busquets i Salt van vendre en subhasta pública la finca al blanquer Josep Oliu i Bonamusa, que el 1844 hi va emprendre diverses reformes sota la direcció del mestre d'obres Francesc Joan Batlle, el que li va costar un litigi amb el seu veí Ramon Casacuberta, propietari de la casa núm. 16 (actual 10). Casat amb Marianna Moragas i Font (†1873), fou succeït pel seu fill Josep Oliu i Moragas, procurador de l'Audiència de Barcelona, que el 1870 va demanar permís per a remuntar un quart pis al núm. 4, segons el projecte del mestre d'obres Ramon Portusach i Barrató.

## Descripció
Els cossos de ponent (núms. 4 i 4 bis) són del segle xviii i xix. El cos més meridional (núm. 2A) és una construcció del segle xiv amb una torre a la cantonada, que presenta una finestra coronella d'arcs trilobulats, una solana sota el ràfec i un predomini dels paraments cecs sobre les obertures. Va ser reformat als segles xvii i xviii amb l'obertura de balcons a la planta noble i l'arc escarser retallat en l'antic portal adovellat al peu de la torre, i ha estat rehabilitat l'any 2023.

### Anunci de Rocalla
A la façana del núm. 4 es conserva un anunci publicitari que pertanyia al magatzem de materials de construcció de Josep Roura, instal·lat als baixos de la finca. Va ser realitzat per l'artista alemany Joseph Loewenstein (Joe Loe o simplement Joe), afincat a la ciutat arran de l'Exposició Universal de 1929, per al fabricant de fibrociment Rocalla, que va tancar el 1993 després de ser absorbit pel seu competidor Uralita.